# GeckoCircuits
GeckoCIRCUITS ist eine freie Software der ehemaligen Gecko-Research AG zur Schaltungssimulation. Diese ist besonders für den Einsatz leistungselektronischer Schaltungen geeignet.

## Geschichte
GeckoCircuits ist eine Spin-off Firma der ETH Zürich und wurde 2008 zunächst unter dem Namen Gecko Research GmbH von A. Müsing, U. Drofenik, B. Seiler und J. Kolar gegründet. 2013 wurde die Gecko Research GmbH in die Gecko-Simulations AG umbenannt.
Eine erste Version von GeckoCircuits wurde 2013 unter der GPL veröffentlicht. In diesen Veröffentlichungsstand sind keine Weiterentwicklungen mehr eingeflossen, da diese weiter vermarktet wurden. Nachdem der Maintainer 2019 hauptberuflich aufgehört hat an GeckoCircuits zu arbeiten, wurde der letzte Entwicklungsstand erneut unter der GPL auf SourceForge veröffentlicht. Im Juli 2021 wurde der Quellcode auf Github umgezogen.
Die Software ist auch für die Lehre gedacht und wird unter anderem an der ETH Zürich verwendet. GeckoCIRCUITS ist auch in Fachartikeln vertreten. In einigen internationalen Publikationen wurde die Software für Simulationen verwendet.

## Eigenschaften und Funktion
Zeitverläufe lassen sich berechnen und darstellen. Bereitgestellt werden verschiedene Funktionsblöcke aus folgenden Kategorien
- Schaltplan: elektronische Bauelemente
- Thermische: Simulation von Kühlsystemen von Verlustleistungsquellen (z. B. ein Transistor)
- Mathematische Rechenfunktionen: Addieren, Multiplizieren, Betrag, Wurzelfunktionen, …
- Logikgatter: UND, ODER, …
- Elektrischen Maschinen: Gleichstrommaschine, Synchronmaschine, …
- Selbst programmierbare Funktionsblöcke in Java und C/C++
- Messung und Auswertung: Oszilloskopfunktion

Über die programmierbaren Funktionsblöcke lassen sich Parametersweeps erstellen sowie Optimierungen durchführen. Weiterhin lässt sich damit eine Schnittstelle zu Matlab einrichten.

## Lizenz
GeckoCircuits wurde 2019 unter der GPL v3 auf SourceForge veröffentlicht.